# Rubus rolfei
Rubus hayata-koidzumii là loài thực vật có hoa trong họ Hoa hồng. Loài này được S. Vidal miêu tả khoa học đầu tiên năm 1885.